# フォンキー・ファミリー
フォンキー・ファミリー(Fonky Family、発音: [fʌŋki]、"ファンキー・ファミリー")はフランスのヒップホップ・ユニット。短縮してLa Fonky、La FFとも呼ばれる。1994年にマルセイユで結成され、4人のラッパー Le Rat Luciano、Menzo、Don Choa、Sat、プロデューサのPone、DJ Djel、ダンサーのBlaze、歌手のKarima、Flex (fetus)、Nandell、マネージャーのFafaから成る。

## 来歴
フォンキー・ファミリーは1994年に、同じマルセイユ発のヒップホップ・ユニットIAMが成功を収めるなかで登場した。1995年にはIAMのAkhenatonのソロ･アルバム「Métèque et mat」の収録曲「Les Bad Boys de Marseille」に出演。フォンキー・ファミリーの初アルバム「Si Dieu veut」は1997年にリリースされ、即ゴールド・アルバムとなった。その後メンバーのKarimaがグループを去る。
1998年の映画「Taxi」のサウンドトラック収録曲でIAMのAkhenaton とのコラボレーションをしたのをはじめ、IAMのメンバーたちのソロ曲にたびたび共演している。その間に2枚のミニアルバム「Hors série volume 1」(1999年)、「Hors série volume 2」(2000年)をリリース。
2枚目のフル・アルバム「Art de rue」が2001年にリリースされた頃から、メンバーたちはソロ活動を始める。Le Rat Lucianoが2000年に、SatとDon Choaがそれぞれ2001年、2002年にソロ・アルバムをリリース。 DJ Djel は2枚のコンピレーション・アルバムを2001年と2003年にリリースしている。
2006年には3枚目のアルバム「Marginale Musique」をリリース、フランスのチャートでトップに躍り出た。

## アルバム
- 1997年 : Si Dieu veut
- 1999年 : Hors Série Vol.1
- 2001年 : Art de Rue
- 2001年 : Hors Série Vol.2
- 2003年 : Live au dome de Marseille
- 2006年 : Marginale Musique